# Capela de Santa Luzia (Alvito)
A Capela de Santa Luzia é um monumento religioso, situado nas imediações da vila de Alvito, na região do Baixo Alentejo, em Portugal.

## Descrição e história
Situa-se no topo de uma colina, na Herdade de Santa Luzia e Cágado, a cerca de um quilómetro de distância da vila de Alvito. Este local é de ambiência rural, sendo utilizado como uma plantação de oliveiras. As oliveiras mais antigas possuem aproximadamente dois mil anos de idade.
Consiste num edifício de pequenas dimensões, formado pela capela em si, de planta rectangular com cobertura em cúpula de forma cónica, e por uma galilé em alvenaria caiada, que se abre em três arcadas plenas. O edifício integra-se em geral na arquitectura gótica. No interior, existem vestígios de frescos, produzidos no século XVII pela oficina de José de Escovar, e retratando figuras de santos e anjos músicos, com molduras formadas por ferroneries e cartelas.
A capela foi construída nos finais do século XV ou princípios do XVI, reaproveitando um morabito. No século XVII, foram executadas as pinturas murais, tendo o alpendre sido provavelmente instalado também neste período.
A Capela de Santa Luzia foi classificada como Imóvel de Interesse Público pelo Decreto n.º 45327, de 25 de Outubro de 1963. Em Setembro de 2011, foram concluídos os trabalhos de pavimentação da estrada até à Capela de Santa Luzia, obra que foi financiada por fundos europeus. Em 17 de Abril de 2019, o edifício foi alvo de uma intervenção de limpeza, no âmbito das comemorações do Dia Internacional dos Monumentos e Sítios. Em Junho desse ano, albergou a exposição Ermida, dos artistas Daniel Moreira e Rita Castro Neves, tendo o santuário sido escolhido, segundo os autores, por ser «simultaneamente marco paisagístico e histórico», e «um marco físico no território - uma marca e uma lembrança, mas também histórico. A presença da Ermida convoca a história do próprio Alvito com as suas diversas existências ao longo do tempo: possivelmente o local de um antigo túmulo de morabito, posto de vigia e depois pequena capela».